# Bitwa pod Mołożowem
Bitwa pod Mołożowem – (zwana też bitwą pod Tuczapami lub bitwą między Starą Wsią a Tuczapami) – jedna z największych bitew powstania styczniowego na terenie Królestwa Polskiego, stoczona 19 maja 1863 roku

## Przebieg bitwy
19 maja 1863 roku oddziały majora Jana Żalplachty-Zapałowicza, Jana Czerwińskiego i Leszka Wiśniowskiego o łącznej liczbie ok. 900 powstańców, stoczyły pod Mołożowem bitwę z żołnierzami rosyjskimi pułkowników: Szarlotinga, Lubina i Jaworowa, dysponującymi ponad 1200 żołnierzami. O świcie  wojska powstańcze stanęły w lasach pomiędzy Starą Wsią, Mołożowem, Tuczapami i Miętkiem. W nocy nieoczekiwanie odłączył się od zgrupowania oddział Wiśniowskiego i bez wiedzy głównodowodzącego udał się na Wołyń, pozostawiając mały, składający się z 40 ludzi oddział. Rannych z poprzedniego dnia walk umieszczono w folwarku – Mołożów pod opieką dr. Juwenala Niewiadomskiego. W nowym miejscu Zapałowicz rozlokował odpowiednio siły Oddziału Lwowskiego, wyznaczając 2 kompanii strzeleckiej pozycje w centrum frontu (wzdłuż linii lasu zwrócona na zachód); 3 kompanii prawy brzeg lasu, a I plutonowi kompanii „Gwardii” i 1 kompanii strzeleckiej – lewy brzeg od strony Starej Wsi. Oddział Czerwińskiego miał natomiast zająć pozycje w lasach tuczapskich, ochraniając lewą flankę sił Zapałowicza. Czerwiński rozkazu jednak nie wykonał, wycofał się i rozlokował około półtora kilometra za obozem Zapałowicza, informując o tym pisemnie naczelnego dowódcę.
Od  11.00 na stanowiska powstańcze zaczęły nacierać kolejno trzy kolumny nieprzyjaciela przybyłe od Hrubieszowa, Tomaszowa i Tyszowiec. Ich atak nie był jednak skoordynowany, co ułatwiło powstańcom obronę. Jako pierwsi na pole bitwy dotarli kozacy, którzy, po dojściu do folwarku w Mołożowie, napadli na szpital powstańczy. Umieszczonych tam 17 rannych i lekarza Niewiadomskiego ograbili, a następnie wszystkich żywcem spalili. Śmierć ponieśli także mieszkańcy folwarku: gorzelniczy, oficjalista i właściciel. Córce oficjalisty kozacy obcięli piersi.
W ciągu następnych godzin partyzanci byli atakowani z trzech stron przez piechotę rosyjską, a od strony Mołożowa i Starej Wsi rozpoczął się ostrzał artyleryjski. Po godzinnej nawale armaty ucichły i Moskale przypuścili atak na bagnety wzdłuż lewego skrzydła powstańczego zgrupowania. Mjr Żalplachta wezwał na pomoc kosynierów Czerwińskiego, którzy jednak nie zdążyli na czas. Mimo to nieprzyjaciel został odrzucony ogniem rewolwerów i karabinów. Podczas tych zmagań zginął Tadeusz Rozwadowski, stryj późniejszego generała broni Wojska Polskiego – Tadeusza Jordana Rozwadowskiego. Walki trwały do wieczora i zakończyły się około godziny 18.00, a w 30 minut później ucichły także działa.

## Wycofywanie się wojsk
Gdy odgłosy bitwy zaczęły cichnąć, mjr Zapałowicz postanowił wycofać się na północ w stronę Turkowic. W ten sposób chciał uniknąć okrążenia przez wojska rosyjskie. Plan jego powiódł się niestety tylko częściowo, a całe zgrupowanie partyzanckie rozpadło się niebawem na dwie części. Wedle późniejszego raportu, głównodowodzący zarządził zbiórkę wszystkich oddziałów w starym obozie w głębi lasu. Na sygnał myśliwskiej trąbki przybyło jednak niewielu. Major rozkazał natychmiastowy odwrót, zabierając rannych, zapasy amunicji i żywności oraz bagaże. Podczas marszu na Turkowice oddział Zapałowicza ponownie starł się z Rosjanami. Na tyły partyzantów uderzyła rosyjska kawaleria, będąca częścią kolumny zmierzającej z okolic wsi Miętkie pod Tyszowce. Nie mając odpowiednich sił do dłuższej obrony, Zapałowicz zdołał oderwać się od nacierającego wroga, ale w rękach Rosjan pozostawił część amunicji, bagaże oraz wozy z rannymi. Po tej przeprawie oddział naczelnika obszedł od północy Tyszowce, zawrócił na południe i po forsownym marszu zdołał przekroczyć z grupą około 120 ludzi granicę z Galicją w okolicach Bełżca.
Tymczasem pozostałe kompanie powstańców nadal ścierały się z wrogiem. Po odparciu trzech kolumn moskiewskich, doszło do narady pozostałych na placu boju oficerów. Obawiając się ataku Moskali kolejnego dnia i biorąc pod uwagę brak amunicji (którą zabrał ze sobą Zapałowicz), ustalono, że oddział wycofa się w kierunku Galicji. Komendantem wybrano Zbyszewskiego, ten jednak odmówił. W tej sytuacji oddział ku granicy zdecydował się poprowadzić kpt. Aleksander Ubysz. W drogę wyruszono pod osłoną nocy, jednak obawiając się nieznajomości terenu przyprowadzono miejscowego gajowego który został przewodnikiem oddziału do granicy.
Powstańcy przekraczali linię graniczną na przestrzeni od Bełza po Liski. Kpt. Biliński ze swymi ludźmi (ok.120 powstańców) przeszedł granicę w okolicy Bełza, zaś Kpt. Ubysz ze swym 180-osobowym oddziałem przekroczył ją w Liskach pod Uhnowem.

## Bilans

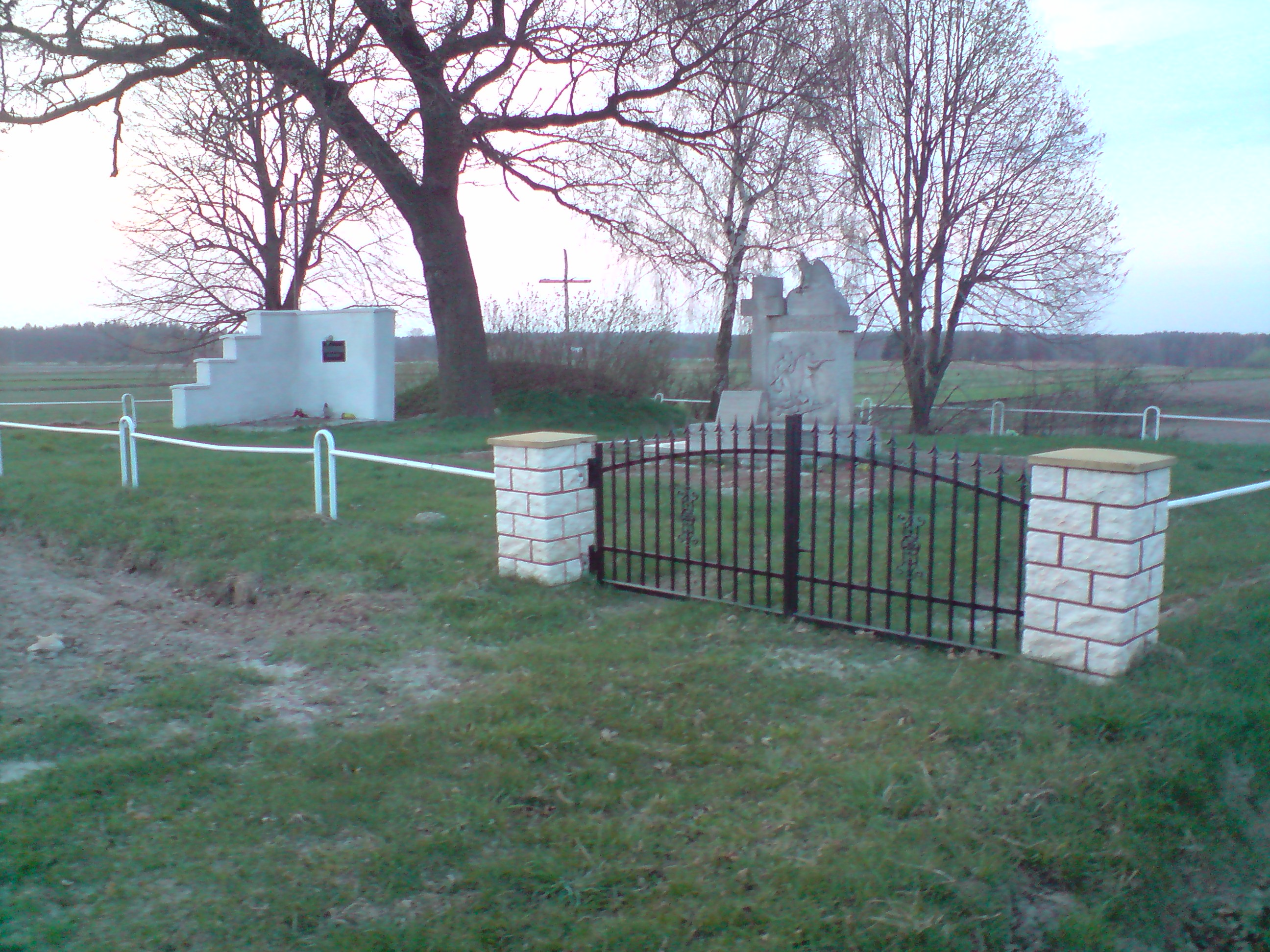
Pomnik poległych powstańców w Mołożowie Kolonii

Lista strat Polaków była wysoka i wedle różnych szacunków wyniosła około 100 rannych i zabitych. Straty Rosjan, którzy nacierali z otwartej przestrzeni na pozycje ukrytych w lesie powstańców, szacowano znacznie wyższej, na co najmniej 500 do 600  zabitych i rannych.

## Upamiętnienie
Polegli w bitwie zostali pochowani we wspólnej mogile, na skraju lasu położonego w Mołożowie Kolonii. Po zakończeniu powstania przez całe dziesięciolecia trwała też walka rodzin poległych powstańców oraz miejscowej społeczności z urzędnikami carskimi o oznakowanie mogiły pod Mołożowem. Władze rosyjskie konsekwentnie jednak odmawiały. Tomisław Rozwadowski, który przez lata nie mógł się pogodzić ze śmiercią brata Tadeusza, wspominał, że Eustachy Świeżawski po zakończeniu walk uzyskał jedynie pozwolenie na pochowanie ciał poległych. „Na polu Mołożowskim, przy brzegu lasu pogrzebał 47 ciał we wspólnej mogile. Przez dwadzieścia kilka lat nie pozwalał rząd [carski] na postawienie krzyża, lub też jakiegokolwiek znaku, ani też nie dozwolono ogrodzić mogiły. Dopiero w roku 1886, gdy Wincenty Rulikowski nabył Nabroż, wykarczował las, (pole bitwy) i gdy mu znowu odmówiono pozwolenia na zabezpieczenie mogiły tej od profanacji i zniszczenia, rozkazał żeby po cichu, niby przypadkiem, zwożono w to miejsce grube pnie wykarczowanych dębów, otoczono i pokryto niemi mogiłę, ochraniając ją tym sposobem”.
Po odzyskaniu przez Polskę niepodległości na mogile powstańczej pod Mołożowem został wzniesiony, w 1937 r., pomnik według projektu ucznia gimnazjum w Hrubieszowie – M. Białobrzeskiego. Pomnik ten został, niestety, zniszczony w latach II wojny światowej. Nowy monument stanął w tym miejscu dopiero w 1967 r. W 1991 r. z inicjatywy członków Towarzystwa Regionalnego Hrubieszowskiego, obok starego pomnika stanął nowy, wykuty z piaskowca. Inskrypcja na nowym pomniku wymienia tylko jednego z poległych – dr. Juwenala Niewiadomiskiego, pozostali ciągle czekają na upamiętnienie.